# Soblówka
Soblówka – wieś w Polsce położona w województwie śląskim, w powiecie żywieckim, w gminie Ujsoły. Graniczy ze Słowacją, w dolinie potoku Cicha. Położona jest u podnóża góry Wielka Rycerzowa i Muńcuł.
Według danych z 2008 r. wieś miała 687 mieszkańców.
Zabudowa wsi znajduje się na wysokości 650 m n.p.m.

## Części wsi
Integralnymi częściami wsi Soblówka są:
- przysiółki: Cicha, Młada Hora, Smereków Wielki, Szczytkówka,
- części wsi: Królowa, Hutyrowa, Kiełbasówka, Młynarzowa, Morgi, Pętkówka, Pod Grapy, Siterówka, Słonkówka, Śliwkówka[3].[4]

## Historia

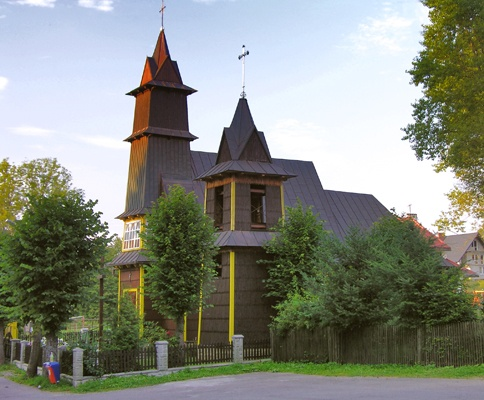
Kościół Niepokalanego Serca NMP

Tereny, które obecnie zajmuje Soblówka znane były już w XV wieku, bowiem tędy przebiegał szlak handlowy na Orawę. Wieś została założona przez pasterzy wołoskich.
Początkowo nosiła nazwę Cicha od przepływającego przez miejscowość potoku. Dopiero w XX wieku zmieniono jej nazwę na Soblówka.
W latach 1975–1998 miejscowość administracyjnie należała do województwa bielskiego.
W latach 1945–1991 stacjonowała tu strażnica Wojsk Ochrony Pogranicza. Z dniem 16 maja 1991 strażnica została przejęta przez Straż Graniczną.

## Religia
Na terenie wsi działalność duszpasterską prowadzi Kościół Rzymskokatolicki (parafia Niepokalanego Serca NMP).

## Turystyka

### Obiekty turystyczne
Ożywiony ruch turystyczny w Soblówce rozpoczął się dopiero w 1975 po wybudowaniu bacówki PTTK na Rycerzowej. We wsi znajdują się gospodarstwa agroturystyczne, które oferują gościom m.in. jazdę konną, degustacje potraw regionalnych, a zimą kuligi. Odwiedzający mogą także znaleźć noclegi w kwaterach prywatnych i polach namiotowych.
W przysiółku Młada Hora w latach 1984–2011 działało schronisko turystyczne Chyz u Bacy PTT.

### Piesze szlaki turystyczne
Krawców Wierch – Glinka – Soblówka – Bacówka PTTK na Rycerzowej – Przełęcz Przysłop
 Soblówka – Bacówka PTTK na Rycerzowej
 Soblówka – Przełęcz Kotarz – dolina Danielki – Młada Hora – dolina Rycerek
 Soblówka – Przełęcz Przysłop – Podrycerová (Słowacja)
Turyści mogą też wędrować śladami papieża Jana Pawła II tzw. Szlakiem Papieskim, wytyczonym wzdłuż istniejącej już trasy turystycznej.